# Довољно је ћутати
„Довољно је ћутати” је југословенски ТВ филм из 1965. године. Режирао га је Сава Мрмак а сценарио је написао Слободан Стојановић.

## Улоге
| Глумац             | Улога |
| ------------------ | ----- |
| Павле Богатинчевић |       |
| Растислав Јовић    |       |
| Милутин Мићовић    |       |
| Дубравка Нешовић   |       |
| Драган Николић     |       |
| Мира Николић       |       |